# Bachlyk
Le bachlyk ou bachelick (du turc Başlık — « pour la tête ») est un capuchon de laine (plus rarement en coton ou en cuir) pointu avec deux longs pans pouvant s'enrouler autour du cou comme une écharpe.
Répandu parmi les peuples du Caucase et de la steppe au nord de celui-ci (y compris parmi les cosaques du Kouban), le bachlyk se porte par-dessus le casque ou la toque. Il devint partie intégrante de l'uniforme de l'armée impériale russe dans la seconde moitié du XIXe siècle et le resta jusqu'en 1917. En France, il fut à la mode à la fin du XIXe siècle.

## Galerie

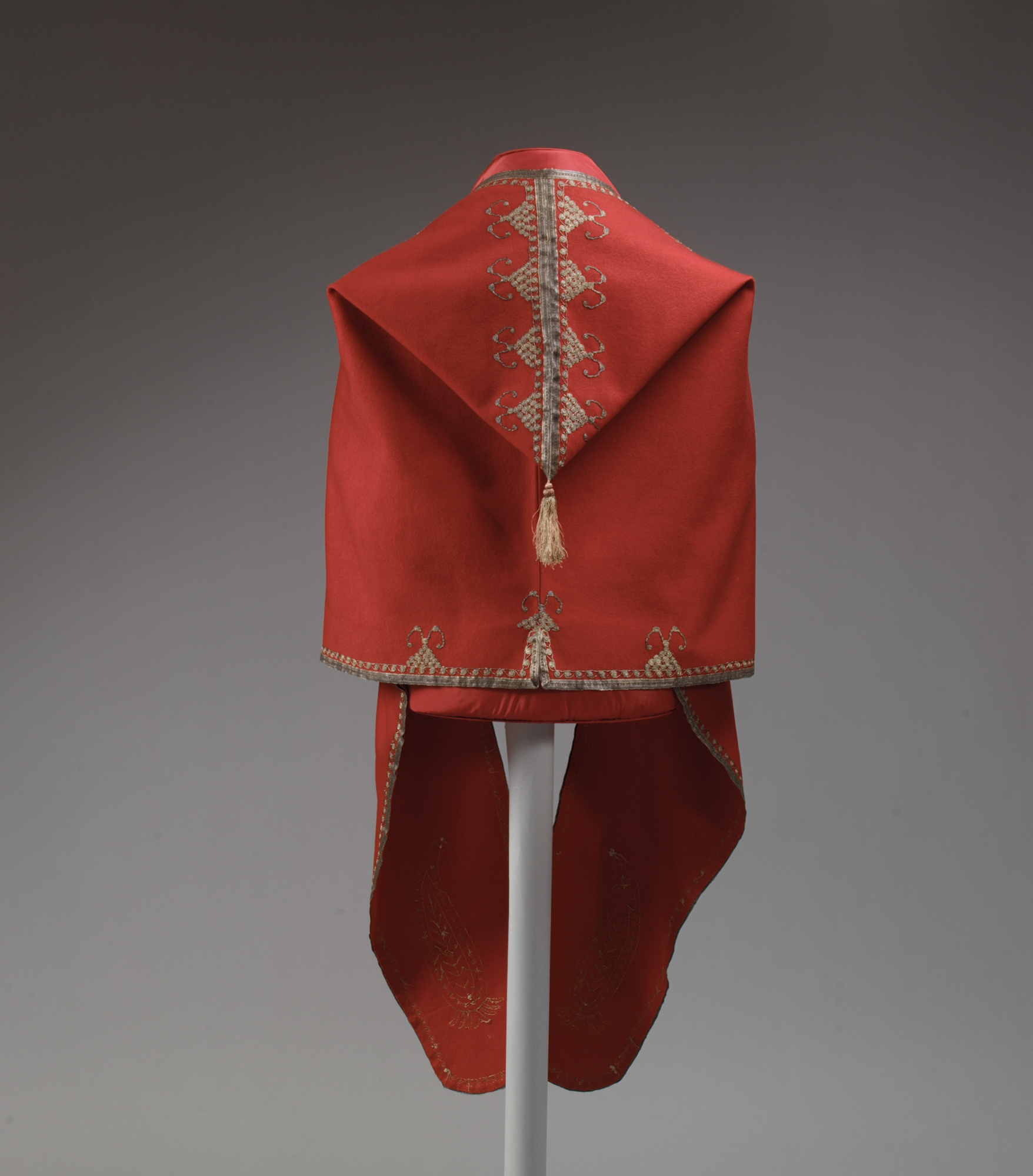
Bashlyk conservé au Anna Wintour Costume Center, Metropolitan Museum of Art.
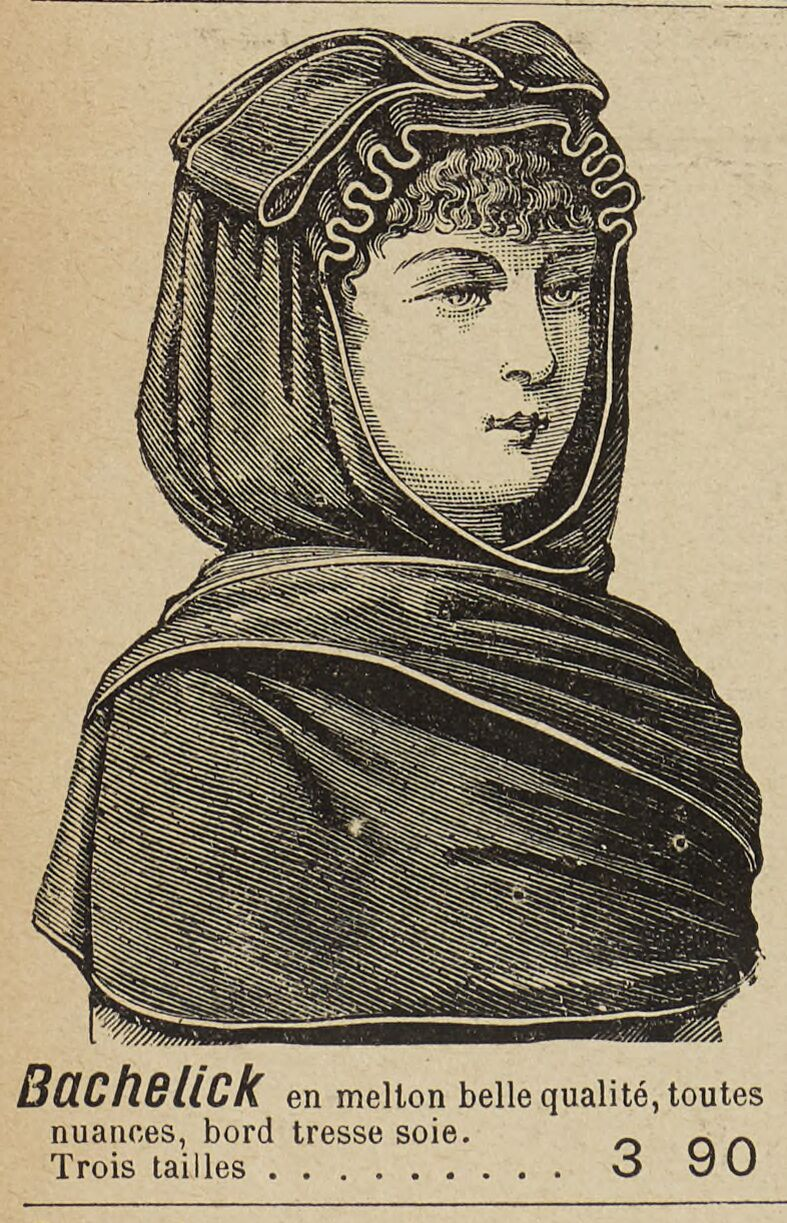
« Bachelick en melton belle qualité, toutes nueances, bord tressé soie. ». Paris illustré, 4 octobre 1886.